# Claire Julie de Nanteuil
Claire Julie de Nanteuil, née Pascalis, est une femme de lettres française du XIXe siècle, née à Paris le 27 octobre 1834 et morte à Paris 7e le 17 juin 1897, auteur de romans pour la jeunesse, qu'elle publie sous le nom de « Mme P. de Nanteuil » ou « Mme de Nanteuil ». 

## Biographie
Claire Julie Pascalis est la fille de Caroline Éléonore de La Porte des Coupres et de Jacques-Joseph Pascalis, homme politique, député du Var de 1837 à 1848. Elle épouse Georges Émile de Nanteuil de La Norville, conseiller à la Cour des comptes.
Ses romans sont publiés chez Hachette ; ils sont illustrés de gravures par Alfred Paris et Felician von Myrbach-Rheinfeld.
Elle obtient à deux reprises le prix Montyon de l'Académie française, en 1888 pour Capitaine et en 1890 pour L’épave mystérieuse ; la Revue des deux mondes donne un compte-rendu de ce dernier ouvrage, un roman maritime imité de Stevenson, dans sa rubrique « Les livres d'étrennes » en 1889, p. 941 : « Scènes de la vie de bord et scènes de la vie militaire, souvenirs glorieux de la guerre de Crimée, dans le cadre d’un récit agréablement romanesque et parfois émouvant, Mme de Nanteuil a trouvé le moyen de les faire entrer sans effort, comme aussi, sans aucune déclamation, d’y faire sentir ce que la menace ou le voisinage du danger peut inspirer à l’homme de nobles sentimens. Ni la gaîté, d’ailleurs, ni le sourire ne manquent dans son livre. »

## Œuvres
- Capitaine, 1888, 335 p. Texte en ligne sur Gallica ; réédition chez Hachette en 1900, 1913 et 1921.
- L'Épave mystérieuse, 1891 publié à Paris. Texte en ligne sur Gallica ; réédition chez Hachette en 1911 et 1926.
- Trois demandes en mariage, 1891, 252 p.
- En esclavage, 1891, 307 p.
- Une poursuite, ill. d'Alfred Paris, 1892 Texte en ligne sur Gallica.
- Le Secret de la grève, 1893, 298 p.
- Alexandre Vorzof, 1894, 303 p.
- L'héritier des Vaubert, 1895, 330 p. Texte en ligne sur Gallica.
- Monnaie de singe, 1898 Texte en ligne sur Gallica.